# Trescléoux
Trescléoux é uma comuna francesa na região administrativa da Provença-Alpes-Costa Azul, no departamento de Altos-Alpes. Estende-se por uma área de 18,68 km². Em 2010 a comuna tinha 318 habitantes (densidade: 17 hab./km²).